# メディアブリッジコンサルティング
メディアブリッジコンサルティング株式会社（英称:Media Bridge Consulting CO., LTD.）は、日本のPR会社。
テレビ局の制作現場でアシスタントディレクターとして働いていた吉池理が2006年に設立したテレビ局向けのアプローチに特化したPR会社である。
中小企業を主な顧客とし、プレスリリースの作成支援や番組制作会社との交渉業務などを実施している。2008年頃からインターネット上のSEO対策、記者会見支援に関する事業も開始している。